# Drôles de locataires
Pour plus de détails, voir Fiche technique et Distribution.
Drôles de locataires (Another Fine Mess) est une comédie du cinéma américain de James Parrott mettant en scène Laurel et Hardy, sortie en 1930. L'histoire du film est tirée d'un sketch du père de Stan Laurel, Arthur J. Jefferson et il s'agit d'un remake sonore de Maison à louer (Duck Soup) sorti en 1927.

## Synopsis
Le colonel Buckshot, qui part en safari en Afrique, laisse sa somptueuse demeure à ses domestiques qui doivent la sous-louer pendant son absence. Non loin de là, Laurel et Hardy, poursuivis par des policiers, trouvent refuge dans la cave de cette maison. En l'explorant, ils assistent au départ des domestiques, lesquels entendent profiter de leur week-end sitôt leur maître parti.
Les deux compères à peine installés, Lord et Lady Plumtree viennent visiter la maison pour en devenir les éventuels nouveaux locataires. Laurel se déguise en majordome pour les éloigner mais, comme la police rode dans le parc, il est obligé de les faire entrer et Hardy se fait passer pour le propriétaire. Lady Plumtree demande à voir la femme de chambre et Stan se travestit en « Agnès ».
Si Laurel et Hardy arrivent finalement tant bien que mal à donner le change et à se faire passer pour ceux qu’ils ne sont pas, les choses vont singulièrement se compliquer avec le retour inopiné du colonel chez lui et l’arrivée de la police.

## Fiche technique
- Titre original : Another Fine Mess
- Titre en français : Drôles de locataires
- Réalisation : James Parrott
- Scénario : Stan Laurel d'après un sketch de Arthur J. Jefferson[1], H.M. Walker (dialogues)
- Directeur de la photographie : Jack Stevens
- Montage : Richard C. Currier
- Ingénieur du son : Elmer Raguse
- Producteur : Hal Roach
- Société de production : Hal Roach Studios
- Société de distribution : Metro-Goldwyn-Mayer
- Pays d’origine :  États-Unis
- Langue : intertitres en anglais
- Format : Noir et blanc - 35 mm - 1,37:1 - sonore
- Genre : comédie
- Longueur : trois bobines
- Durée : 28 minutes
- Date de sortie : 
  - États-Unis : 29 novembre 1930

## Distribution
Source principale de la distribution :
- Stan Laurel (VF : Franck O'Neill) : Stan
- Oliver Hardy (VF : René Oesterman) : Ollie

Reste de la distribution non créditée :
- Harry Bernard (VF : Albert Montigny) : le policier qui poursuit Laurel et Hardy
- Bobby Burns : le cycliste à l'arrière du tandem
- Betty Mae Crane : une des deux jumelles du générique
- Beverly Crane : une des deux jumelles du générique
- Eddie Dunn (en) : Meadows, le valet du colonel
- James Finlayson (VF : Alfred Pasquali) : Colonel Wilburforce Buckshot
- Charles K. Gerrard (VF : Camille Guérini) : Lord Leopold Ambrose Plumtree
- Bill Knight : un policier (VF Jean Guinet)
- Bob Mimford (VF : Alfred Argus) : Kelly, un policier
- Gertrude Sutton : Agnes, la vraie bonne
- Thelma Todd : Lady Plumtree

## Autour du film
Drôles de locataires (Another Fine Mess) est le parfait remake de Maison à louer (Duck Soup) qui démontre combien après seulement trois ans et le passage au cinéma parlant le jeu du duo Laurel et Hardy a évolué.

Si les scénarios sont identiques sur le plan de l'intrigue, elle est traitée différemment. Alors que dans le film de 1927, une bonne partie de la comédie est consacrée à introduire l'intrigue assez complexe, celui de 1930 s'affranchit de cette tâche en moins d'une minute. Grâce à l'artifice d'une petite annonce dans un journal qui remplace avantageusement de longs intertitres d'introduction et une courte scène montrant le départ du colonel Wilburforce Buckshot, on comprend que la demeure de ce dernier va rester vacante. De même, la première version comportait une longue introduction amenant nos deux héros à trouver refuge dans cette dernière tout en montrant par une digression relatant la réquisition des clochards pour tenter de circonscrire un incendie que l'on n'avait pas affaire à de si mauvais bougres. Là, un seul plan montrant Laurel et Hardy courant devant un policier suffit à le justifier et une phrase échangée entre deux représentants de l'ordre nous donne le motif futile de la poursuite.

Avoir concentré ainsi la mise en place de l'intrigue donne alors un autre rythme à Another Fine Mess. Tous les éléments principaux sont repris mais ordonnés différemment. La poursuite à vélo est reléguée à la fin et évite ce moment trépidant qui fait paraître lent et lourd le véritable développement dans Duck Soup. L'enchaînement rapide du départ du colonel, l'arrivée de nos compères, le départ des domestiques et enfin l'arrivée des futurs locataires permettent un chassé croisé des personnages dans un même lieu en gardant de la pertinence et permettant de lancer le déroulement de l'histoire proprement dite sans donner le sentiment au spectateur d'une histoire alambiquée.

Un peu plus tôt dans l'année, les deux acteurs tournent ensemble La Maison de la peur (The Laurel-Hardy Murder Case) un court métrage de 30 minutes sur trois bobines. Il s'agit du premier film dans lequel Hardy prononce la phrase de reproche à l'encontre de Laurel suivante « Here's Another Nice Mess You've Gotten Me Into », en français : « tu m'as encore mis dans un beau pétrin ». Au cours des futurs films qu'ils tournent ensemble, cette phrase revient régulièrement puisque Oliver Hardy la prononce près de 17 fois même si la phrase qui passe dans la postérité, le titre anglais du film « Drôles de locataires », comprend les mots « another fine mess » et non pas « another nice mess ».